# Đồng Xoài (phường)
Đồng Xoài là một phường thuộc tỉnh Đồng Nai, Việt Nam.

## Địa lý
Phường Đồng Xoài có vị trí địa lý:
- Phía đông giáp phường Bình Phước.
- Phía tây giáp xã Nha Bích.
- Phía nam giáp Thành phố Hồ Chí Minh.
- Phía bắc giáp xã Thuận Lợi.

Phường Đồng Xoài có diện tích 81,33 km², dân số năm 2025 là 35.887 người, mật độ dân số đạt 441 người/km².

## Lịch sử
Ngày 16 tháng 6 năm 2025, Ủy ban Thường vụ Quốc hội ban hành Nghị quyết số 1662/NQ-UBTVQH15 về việc sắp xếp các đơn vị hành chính cấp xã của tỉnh Đồng Nai năm 2025. Theo đó, sắp xếp toàn bộ diện tích tự nhiên, quy mô dân số của phường Tiến Thành và xã Tân Thành (thành phố Đồng Xoài) thành phường mới có tên gọi là phường Đồng Xoài.
Sau khi sáp nhập, phường Đồng Xoài có 81,33 km² diện tích tự nhiên và dân số 35.887 người.